# Liporrhopalum erythropareiae
Liporrhopalum erythropareiae är en stekelart som beskrevs av Dennis S. Hill 1969. Liporrhopalum erythropareiae ingår i släktet Liporrhopalum och familjen fikonsteklar.
Artens utbredningsområde är Papua Nya Guinea. Inga underarter finns listade i Catalogue of Life.